# Silence (A.C.T)
Silence è il quarto album in studio del gruppo musicale svedese A.C.T, pubblicato nel 2006 dalla Inside Out Music.

## Tracce
1. Truth Is Pain – 4:09
2. Puppeteers – 4:13
3. This Wonderful World – 4:20
4. Out of Ideas – 4:47
5. Hope – 4:29
6. Into the Unknown – 3:55
7. No Longer Touching Ground – 4:11
8. Useless Argument – 4:49
9. The Voice Within – 3:55
10. Polish, Reduce, and Enlarge – 3:55
11. Call in Dead – 2:51
12. Silent Screams – 1:58
13. Introduction – 0:51
14. The Millionaire – 2:10
15. Joanna – 3:09
16. A Father's Love – 2:32
17. Memory to Fight – 2:43
18. The Diary – 3:10
19. A Wound that Won't Heal – 4:32
20. The Final Silence – 1:36